# Ülken
Ülken är en ort i Kazakstan.   Den ligger i oblystet Almaty, i den sydöstra delen av landet, 700 km söder om huvudstaden Astana. Ülken ligger 339 meter över havet och antalet invånare är 3 735.
Terrängen runt Ülken är platt.  Trakten runt Ülken är nära nog obefolkad, med mindre än två invånare per kvadratkilometer.